# Fernando Cerulli
Fernando Cerulli (Roma, 19 gennaio 1926 – Roma, 1º gennaio 2018) è stato un attore italiano.

## Biografia
È stato un attore caratterista Italiano. In veste di attore ha partecipato a numerosi film a partire dalla metà degli anni cinquanta. Dotato di una voce flebile ma chiara e armoniosa, saltuariamente è stato attivo anche come doppiatore.
Come attore, Fernando Cerulli si è distinto per le sue doti recitative in diversi generi, soprattutto nelle commedie e nei polizieschi. L'incontro con il regista Fernando Di Leo diventa per Cerulli un sodalizio artistico quasi ventennale, dato che Di Leo lo dirige in svariati film, oscillando la sua verve artistica tra il genere poliziottesco e i thriller erotici.
Tra i ruoli cinematografici più significativi si ricordano, quello del portiere d'albergo in Milano calibro 9 (1972), il gioielliere in Diamanti sporchi di sangue (1978) e  il principe di Collepardo in La carbonara (2000), che resta la sua ultima apparizione sul grande schermo.

## Filmografia

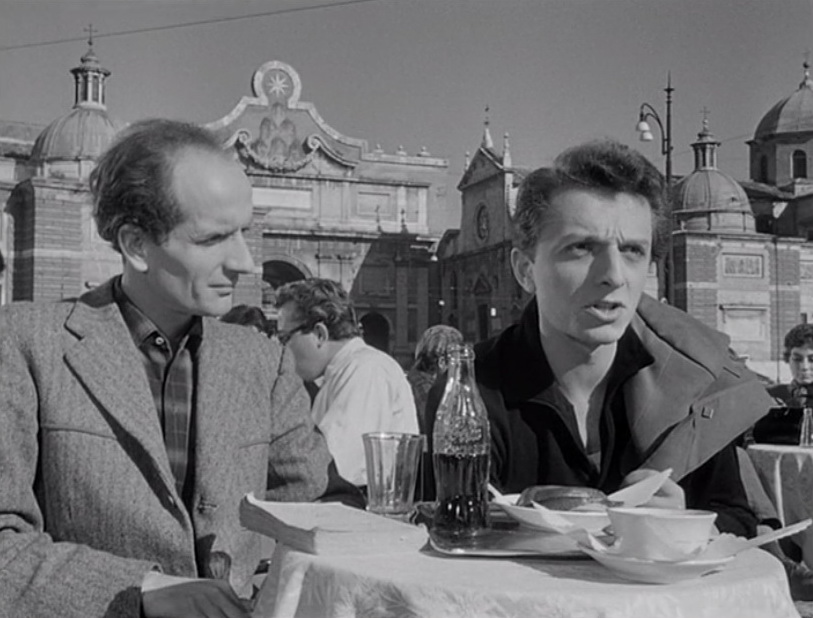
Fernando Cerulli e Franco Migliacci in L'arte di arrangiarsi (1954)

Fernando Cerulli e Henry Silva nel film Il boss (1973)

### Cinema
- L'arte di arrangiarsi, regia di Luigi Zampa (1954)
- La scimitarra del Saraceno, regia di Piero Pierotti (1959)
- La cuccagna, regia di Luciano Salce (1962)
- Un uomo chiamato Apocalisse Joe, regia di Leopoldo Savona (1971)
- La bestia uccide a sangue freddo, regia di Fernando Di Leo (1971)
- Bella di giorno moglie di notte, regia di Nello Rossati (1971)
- Byleth, regia di Leopoldo Savona (1971)
- Il sindacalista, regia di Luciano Salce (1972)
- La vita, a volte, è molto dura, vero Provvidenza?, regia di Giulio Petroni (1972)
- Come fu che Masuccio Salernitano, fuggendo con le brache in mano, riuscì a conservarlo sano, regia di Silvio Amadio (1972)
- Alfredo Alfredo, regia di Pietro Germi (1972)
- Jesse & Lester - Due fratelli in un posto chiamato Trinità, regia di Renzo Genta (1972)
- Milano calibro 9, regia di Fernando Di Leo (1972)
- Questa specie d'amore, regia di Alberto Bevilacqua (1972)
- La morte scende leggera, regia di Leopoldo Savona (1972)
- Sentivano... uno strano, eccitante, pericoloso puzzo di dollari, regia di Italo Alfaro (1973)
- Il boss, regia di Fernando Di Leo (1973)
- Bisturi - La mafia bianca, regia di Luigi Zampa (1973)
- La morte ha sorriso all'assassino, regia di Aristide Massaccesi (1973)
- No il caso è felicemente risolto, regia di Vittorio Salerno (1973)
- Sistemo l'America e torno, regia di Nanni Loy (1974)
- Morbosità, regia di Luigi Russo (1974)
- I sette magnifici cornuti, regia di Luigi Russo (1974)
- Sesso in testa, regia di Sergio Ammirata (1974)
- Un genio, due compari, un pollo, regia di Damiano Damiani (1975)
- ...a tutte le auto della polizia..., regia di Mario Caiano (1975)
- Gli amici di Nick Hezard, regia di Fernando Di Leo (1976)
- Bruciati da cocente passione, regia di Giorgio Capitani (1976)
- Febbre da cavallo, regia di Steno (1976)
- Spogliamoci così, senza pudor..., regia di Sergio Martino (1976)
- I padroni della città, regia di Fernando Di Leo (1976)
- Peccatori di provincia, regia di Tiziano Longo (1976)
- Gli uccisori, regia di Fabrizio Taglioni (1977)
- La presidentessa, regia di Luciano Salce (1977)
- Il gatto dagli occhi di giada, regia di Antonio Bido (1977)
- Le calde notti di Caligola, regia di Roberto Bianchi Montero (1977)
- La svastica nel ventre, regia di William Hawkins (Mario Caiano) (1977)
- Avere vent'anni, regia di Fernando Di Leo (1978)
- Diamanti sporchi di sangue, regia di Fernando Di Leo (1978)
- Candido erotico, regia di Claudio Giorgi (1978)
- Io tigro, tu tigri, egli tigra, regia di Giorgio Capitani (1978) - 3º episodio
- Gardenia il giustiziere della mala, regia di Domenico Paolella (1979)
- Odio le bionde, regia di Giorgio Capitani (1980)
- La città delle donne, regia di Federico Fellini (1980)
- Pierino medico della SAUB, regia di Giuliano Carnimeo (1981)
- L'esercito più pazzo del mondo, regia di Marino Girolami (1981)
- Sturmtruppen 2 - Tutti al fronte, regia di Salvatore Samperi (1982)
- La casa stregata, regia di Bruno Corbucci (1982)
- Grunt! - La clava è uguale per tutti, regia di Andy Luotto (1982)
- Grand Hotel Excelsior, regia di Castellano e Pipolo (1982)
- Killer contro killers, regia di Fernando Di Leo (1985)
- Meridian, regia di Charles Band (1990)
- Lorenzo va in letargo, regia di Vincenzo De Carolis (1992)
- Il giornalino di Gian Burrasca, regia di Stelio Passacantando (1992)
- Ricky & Barabba, regia di Christian De Sica (1992)
- Ci hai rotto papà, regia di Castellano e Pipolo (1993)
- La carbonara, regia di Luigi Magni (2000)

### Televisione
- Il furto della Gioconda, regia di Renato Castellani (1978)
- Un uomo da ridere, regia di Lucio Fulci (1980)
- Verdi, regia di Renato Castellani (1982)
- Le storie di Mozziconi, regia di Nanni Fabbri (1983)
- Strada senza uscita, regia di Anton Giulio Majano (1986)
- Tutti in palestra, regia di Vittorio De Sisti (1987)
- Professione vacanze, regia di Vittorio De Sisti (1987)
- Casa Vianello, regia di Cesare Gigli (1988)
- La bugiarda, regia di Franco Giraldi - miniserie TV (1989)
- Don Fumino, regia di Nanni Fabbri (1993)
- La scalata, regia di Vittorio Sindoni (1993)
- Il ritorno di Arsenio Lupin, regia di Vittorio De Sisti (1996)
- Il maresciallo Rocca, regia di Giorgio Capitani (1996)
- La freccia nera, regia di Fabrizio Costa (2006)

## Doppiaggio
- Karl Swenson in La casa nella prateria
- Alan Napier in Batman
- John Stacy in Mia moglie è una strega
- Guido Spadea ne Il bisbetico domato
- Umberto Zuanelli in Culo e camicia
- Gianfilippo Carcano in Vai avanti tu che mi vien da ridere
- John Karlsen in Stasera a casa di Alice

## Curiosità
Sul set del film Febbre da cavallo, Fernando Cerulli interpretò uno scrupoloso regista impegnato nella realizzazione di un carosello che sponsorizzava una marca di liquore il quale prende in antipatia il protagonista interpretato da Gigi Proietti e che rimproverava permanentemente a causa della sua inettitudine; in quell'occasione, Cerulli venne doppiato da Steno, il regista del film.

## Doppiatori italiani
- Gianfranco Bellini in L'arte di arrangiarsi, Questa specie d'amore
- Leonardo Severini in Un uomo chiamato Apocalisse Joe
- Emilio Cigoli in Jesse & Lester - Due fratelli in un posto chiamato Trinità
- Steno in Febbre da cavallo